# 280. pr. n. št.
280. pr. n. št. je drugo desetletje v 3. stoletju pr. n. št. med letoma 289 pr. n. št. in 280 pr. n. št.. 